# Pick Me
„Pick Me” (także PICK ME) – piosenka śpiewana przez uczestniczki programu survivalowego Produce 101 Mnetu, a także jego piosenką przewodnią. Została wydana cyfrowo 17 grudnia 2015 roku przez CJ E&M, razem z teledyskiem. Tego samego dnia piosenka została zaprezentowana w 453 odcinku programu muzycznego M Countdown, w którym 98 spośród 101 uczestniczek zostało przedstawionych przez Jang Keun-suka.
„Pick Me” to piosenka z gatunku EDM skomponowana i napisana przez kompozytora Kim Chang-hwana pod pseudonimem Midas-T.
Piosenka została nagrana ponownie przez zwyciężczynie programu, grupę I.O.I, i wydana na ich debiutanckim minialbumie Chrysalis.
Piosenka została wykorzystana w 2016 roku w wyborach parlamentarnych w Korei Południowej, aby wybrać członków Zgromadzenia Narodowego.

## Notowania i sprzedaż
| Lista              | Najwyższa pozycja | Sprzedaż      |
| ------------------ | ----------------- | ------------- |
| Gaon Digital Chart | 9                 | KOR: 893 723+ |